# فرانسوا ویه‌گونس
فرانسوا ویه‌گونس (به فرانسوی:François Weyergans؛ زادهٔ ۲ اوت ۱۹۴۱ ایتربیئک - درگذشته 27 مه 2019) یک نویسنده و کارگردان اهل بلژیک است. پدرش فرانتس ویه‌گونس یک نویسنده بلژیکی و مادر او اهل آوینیون در فرانسه بود. با مرگ آلن رب-گریه در سال ۲۰۰۸ فرانسوا ویه‌گونس در ۲۶ مارس ۲۰۰۹ به عضویت فرهنگستان فرانسه انتخاب شد.
او برندهٔ جوایزی چون جایزه رنودو و جایزه گنکور شده است.